# O Pónei Vermelho
The Red Pony é uma novela (compilação de quatro pequenas histórias) do escritor norte-americano John Steinbeck. Os três primeiros capítulos foram publicados em revistas de 1933-1936, tendo o livro completo sido publicado em 1937 por Covici Friede. As histórias no livro são sobre um rapaz chamado Jody Tiflin. O livro tem quatro diferentes histórias sobre a vida de Jody na quinta do pai na Califórnia. Os outros personagens principais são Carl Tiflin - pai de Jody; Billy Buck - um especialista em cavalos e que dá uma ajuda na quinta; a Sra. Tiflin - mãe de Jody; o Avô de Jody - pai da sra. Tiflin que atravessou o Oregon Trail e gosta de contar histórias sobre as suas experiências; e Gitano - um velho que deseja morrer na quinta Tiflin. Depois destas três histórias há uma pequena história (tirada de uma obra anterior de Steinbeck, Pastagens do Céu) no final do livro intitulada "Junius Maltby." Esta última história foi omitida na edição publicada pela Penguin Books.

## Personagens
- Jody Tiflin - o jovem protagonista de The Red Pony é inocente, dedicado, e educado. "Ele era um menino, com 10 anos de idade, com o cabelo como a erva amarela empoeirada e com olhos cinzentos educados tímidos, e com uma boca que mexia quando ele pensava." [2] É o filho de Carl Tiflin e aprende a lidar com cavalos tendo por modelo Billy Buck.

- Billy Buck - Billy Buck é um homem de meia idade que tem que sabe tratar de cavalos. Trabalha para os Tiflins ajudando no estábulo. "Era um pequeno homem, largo, de pernas tortas, com um bigode de morsa ... O cinto mostrava ... o aumento gradual da barriga de Billy ao longo dos anos." [3] Billy Buck ensina a Jody tudo o que é preciso saber para tratar de cavalos.

- Carl Tiflin - Carl Tiflin é o pai de Jody. Gosta de arrumação e quer que a sua seja uma quinta respeitada. “O pai de Jody, alto e severo, entrou depois." [4] É rigoroso com Jody, mas trata-o com carinho.

- Gitano - Gitano é um homem de idade que vivia perto da quinta da família de Jody. Ele e Jody encontraram-se à entrada da quinta e Jody “corre para casa a pedir ajuda." [5] e volta com a mãe. A mãe pergunta a Gitano o que ele quer fazer na quinta. Este responde, "Vou ficar aqui... até morrer." Gitano não é capaz de trabalhar tão bem como jovens agricultores, mas é um homem enxuto, [e] muito direito de ombros." [6]

- Avô - o pai da Sra. Tiflin, um velho que vive no litoral e adora contar velhas histórias e contos compridos sobre os seus dias de pioneiro, quando corajosamente liderou uma caravana carroças de colonos que atravessou o continente..

## Resumo do Enredo

### Capítulo 1 - O Presente
A acção começa quando Carl Tiflin dá ao seu filho Jody um vermelho pónei Colt. Muito feliz, Jody rapidamente se compromete com todas as condições que o pai lhe coloca no presente (alimentar o pónei, limpar sua cocheira, etc.). Jody esta tão admirado com o valor do pónei que decide chamá-lo Gabilan, o nome da cordilheira de serras cobertas de erva e pontilhadas de carvalhos que margina a quinta no vale de Salinas.
A história prossegue lidando designadamente com ideias sobre a infalibilidade dos adultos e a entrada do jovem na idade adulta e a inevitabilidade da morte para todos os seres vivos.
"O Presente" foi publicado pela primeira vez na edição de novembro de 1933 da North American Review.

### Capítulo 2 - As Grandes Montanhas
Jody fica enfadado. Olha ansioso para as grandes montanhas, desejando que pudesse explorá-las. De repente, aparece um velho mexicano chamado Gitano, alegando que nasceu na quinta. Gitano exige ficar na fazenda até morrer.
"As grandes montanhas" foi publicado pela primeira vez na edição de dezembro de 1933 da North American Review.

### Capítulo 3 - A Promessa
Carl Tiflin acha que está na hora de Jody tomar mais responsabilidade, e combina que Jody leve a égua Nellie para ser fecundada na quinta de um vizinho. A taxa de garanhão é cinco dólares e Jody trabalha duramente durante todo o verão para receber os cinco dólares que o seu pai lhe havia prometido. Depois de alguns meses, Billy Buck verifica que Nellie está prenhe.
No resto do capítulo o autor desenvolve a expectativa de Jody e os esforços do pai dele para que a égua consiga dar a luz o potro.
Jody acorda a meio da noite. Ele sonha com todas as coisas possíveis que podem correr mal com a gravidez de Nellie esperando que nenhuma venha a ocorrer. Então, “ele veste-se”  e esgueira-se  para o estábulo para ver a Nellie. Quando a vê, “Ela não pára de balançar nem olhar ao seu redor." Antes de Jody conseguir voltar a dormir, Billy Buck grita excitado que Nellie está pronta para parir 
"A Promessa" foi publicada pela primeira vez na edição de outubro de 1937, da Harper's Monthly.

### Capítulo 4 - O Líder do Povo
O avô de Jody vem visitá-los. Carl Tiflin reclama com o sogro que constantemente reconta as mesmas histórias sobre quando liderou um comboio de carroças atravessando as grandes planuras. A sra. Tiflin e Billy, no entanto, julgam que ele ganhou o direito de falar de suas aventuras, e Jody tem prazer de ouvi-las não importa quantas vezes.
Depois o avô de Jody torna-se melancólico. Ele reconhece que as suas histórias pode ser cansativas, mas explica:
| “ | "Eu conto essas histórias, mas elas não são o que eu quero dizer. Só sei como quero que as pessoas se sintam quando lhas conto. O que era importante não eram os Índios, nem as aventuras, nem mesmo chegar aqui. Era todo um monte de gente transformada num enorme bicho rastejante. E eu era o chefe. Foi ir para oeste e não mais parar. Todos queriam algo para si, mas o grande bicho que era eles todos queria apenas r para oeste. Eu era o líder, mas se eu não estivesse lá, alguém teria estado à cabeça. A coisa tinha que ter uma cabeça. ... Depois alcançámos o mar, e estava feito." Ele parou e esfregou os seus olhos até as órbitas ficarem vermelhas. "Isso é o que eu deveria contar ao invés de histórias." | ” |

"O líder do povo" foi publicado pela primeira vez na edição de agosto de 1936 da Argosy.

### Junius Maltby
O conto trata de um homem chamado Junius Maltby que insatisfeito com sua vida como contabilista em San Francisco, acaba por abandonar essa vida, seguindo o conselho de seu médico, que lhe recomenda um clima mais seco para a sua doença respiratória. Junius, num sítio de clima mais adequado na sua convalescença, aloja-se em casa de uma viúva e seus filhos. Após algum tempo, e porque os habitantes da cidade começam a falar sobre o homem solteiro que há tanto tempo vive com a viúva, Junius decide casar-se com a sua senhoria e passa a mandar numa quinta bem conservada e rentável.

## Adaptações
Lewis Milestone produziu e dirigiu em 1949 um filme de mesmo nome O Pónei Vermelho para a Republic Pictures em Technicolor, tendo Myrna Loy, Robert Mitchum e Peter Miles nos principais papeis.
A música do filme foi composta por Aaron Copland, que também escreveu uma suite para orquestra a partir da banda sonora. Copland gravou esta música para a Columbia Records, em Londres, em 1975.
Outra versão fílmica foi feita para televisão em 1973 nela contracenando Henry Fonda e Maureen O'Hara.Jerry Goldsmith ganhou o seu primeiro Emmy pela banda sonora, que foi lançada numa edição limitada pela Varese Sarabande em 2012.

## Recepção
Vários leitores famosos têm comentado o romance. O St. Petersburg Times observou que "Jornais noticiaram que o Presidente Barack Obama comprou dois clássicos para leitores jovens, To Kill a Mockingbird de Harper Lee e The Red Pony de John Steinbeck.
Numa entrevista à Billboard, Eric Clapton elogiou o romance afirmando que O Pónei Vermelho de John Steinbeck é uma dolorosa história de iniciação de adolescente ao mundo do nascimento, da morte e da desilusão.”

## Leituras adicionais
- Steinbeck's "The Red Pony": Essays in Criticism, editado por Tetsumaro Hayashi e Thomas J. Moore, 1988

## Edições em português
- John Steinbeck, O Potro Vermelho, Editora: Raiz Editora, Lisboa, Data: 2007, ISBN: 978-972-680-708-7
- John Steinbeck, O Pônei Vermelho, Livro em Português do Brasil, Editora: Revista Branca, Ano: 1954